# Le Trou du Cru
Cet article possède un paronyme, voir Trou du cul.
Le Trou du Cru est une marque commerciale française désignant un fromage industriel de lait pasteurisé de vache créé au début des années 1980 et appartenant au groupe Berthaut. C'est un fromage à pâte molle à croûte lavée, moulé dans une petite taille (environ 60 grammes), affiné avec du marc de Bourgogne durant environ 3 semaines.
Il est fabriqué dans la commune d'Époisses dans la Côte-d'Or en France.